# Wolfgang Görg
Wolfgang Görg (* 13. April 1911; † 4. Juli 1984) war ein deutscher Fotograf mit eigenem Ansichtskartenverlag.

## Leben
Wolfgang Görg absolvierte eine Ausbildung zum Fotografen und zum Meister und unterhielt seit dem Beginn der dreißiger Jahre in Johanngeorgenstadt in der Karlsbader Straße 2 und nach dem Krieg in der Eibenstocker Straße ein eigenes Fotogeschäft und einen Ansichtskartenverlag. Viele zeitgenössische Veranstaltungen, wie die internationalen Skispringen auf der 1929 eingeweihten ersten Großsprungschanze Deutschlands, der Hans-Heinz-Schanze, hielt Wolfgang Görg im Bild fest. 
Über 50 Jahre unterhielt Wolfgang Görg einen eigenen Ansichtskartenverlag. Er veröffentlichte viele seiner Fotos auch beim VEB Volkskunstverlag Reichenbach im Vogtland, dem späteren Verlag Bild und Heimat.

## Werk
Durch seine qualitativ hochwertigen Landschafts- und Architekturaufnahmen vom Westerzgebirge dies- und jenseits der deutsch-tschechischen Grenze vermittelt er späteren Generationen eine Vorstellung vom Aussehen dieser Gegend vor der 1946 einsetzenden Vertreibung der deutschen Bevölkerung aus der Tschechoslowakei und dem anschließend erfolgten Abriss zahlreicher Ortschaften. Von besonderer lokaler Bedeutung sind jedoch die Aufnahmen seiner Heimatstadt Johanngeorgenstadt, die infolge des expansiven Bergbaus durch die SDAG Wismut ab 1953 zu großen Teilen abgerissen werden musste.
| Personendaten    | Personendaten                                       |
| ---------------- | --------------------------------------------------- |
| NAME             | Görg, Wolfgang                                      |
| KURZBESCHREIBUNG | deutscher Fotograf mit eigenem Ansichtskartenverlag |
| GEBURTSDATUM     | 13. April 1911                                      |
| STERBEDATUM      | 4. Juli 1984                                        |